# Bâtonnet
Pour les articles homonymes, voir Bâtonnet (homonymie).

Coupe schématique de la rétine. Les bâtonnets sont visibles à l'extrême droite.

Anatomie d'une cellule en bâtonnet.

Courbes d'absorbance des cônes et des bâtonnets pour l'humain.

En biologie, les bâtonnets (ou « cellules en bâtonnet ») sont des cellules réceptrices situées dans la rétine qui font partie, avec les cônes, des cellules photosensibles. Ils permettent la vision scotopique, c'est-à-dire avec une luminosité faible. Grâce à un pigment nommé rhodopsine, ils transforment le flux électromagnétique de la lumière en signal bioélectrique, un influx nerveux, pris en compte par le cerveau. Le cerveau peut alors interpréter les signaux pour construire la vision. Cette vision n'est qu'en noir, blanc et nuances de gris, car il n'existe qu'un seul type de bâtonnets, alors qu'il existe trois types de cônes qui permettent la vision trichromatique pour les luminosités correspondant à la vision photopique. Les bâtonnets tirent leur nom de la forme approximativement cylindrique de ces cellules nerveuses spécifiques. Les bâtonnets sont également les récepteurs associés à la détection des mouvements par le cortex visuel.
Chez l'humain, chaque rétine compte en moyenne 92 à 100 millions de bâtonnets, avec des valeurs rencontrées pouvant aller de 47 à 107 millions par rétine. Ils constituent près de 95 % des cellules photoréceptrices. Leur densité est maximale en périphérie de la rétine et décroît en direction de la fovéa où elle est nulle. Chez les sujets atteints d'achromatopsie, les cônes sont déficients et l'essentiel de la vision provient des bâtonnets. Ces sujets, dits achromates, ont une acuité visuelle réduite, sans aucune vision des couleurs et souffrent d'une forte photophobie, et parfois de nystagmus.

## Fonctionnement
La rhodopsine, située sur les citernes des bâtonnets, fonctionne comme un récepteur métabotropique. Elle transduit un message grâce à une protéine G. Elle contient le 11-cis-rétinal, un chromophore qui change de conformation au contact d'un photon pour devenir un trans-rétinal. La rhodopsine ainsi activée est appelée métarhodospine II. Elle interagit alors avec une protéine G particulière appelée transducine. La sous-unité Gα va activer une phosphodiestérase qui clive le GMPc en 5'GMP. Celui-ci se fixe sur un canal Ca2+/Na+, ce qui entraîne sa fermeture. Ces cations n'entrent donc plus dans la cellule, mais d'autres canaux permettent toujours la sortie de cations. Cette sortie non compensée de charges positives entraîne l'hyperpolarisation de la membrane du photorécepteur. Le bâtonnet libère donc moins de glutamate dans la fente synaptique. Cette diminution est proportionnelle au nombre de photons reçus par le photorécepteur.

## Évolution
La plupart des vertébrés ne synthétisent qu'une sorte de rhodopsine, et n'ont qu'une sorte de bâtonnets. Les poissons des abysses ont acquis de façon indépendante de nouveaux gènes leur permettant de produire de 3 à 14 rhodopsines différentes. Avoir à leur disposition plusieurs types de bâtonnets leur permet peut-être une perception des couleurs analogue à celle que procurent les cônes des autres vertébrés (moins sensibles à la lumière que les bâtonnets),.